# Flaga Wietnamu Południowego
Flaga Wietnamu Południowego była w latach 1890–1920 flagą Cesarstwa Wietnamu. W 1948 roku cesarz Bảo Đại ogłosił ją flagą państwa Wietnamu, zaś po podziale kraju stała się flagą Wietnamu Południowego.
Po przejęciu władzy przez komunistów 30 kwietnia 1975, do czasu zjednoczenia państwa w 1976, oficjalną flagą Południowego Wietnamu była flaga Vietcongu.
Flaga Wietnamu Południowego jest używana przez niektóre środowiska emigracyjne.

Flaga Cesarstwa Wietnamu 1890–1920
Flaga Cesarstwa Wietnamu 1920–1945
Flaga Cesarstwa Wietnamu 1945
Flaga Wietnamu Południowego 1975–1976